# Ligne 272 (Infrabel)

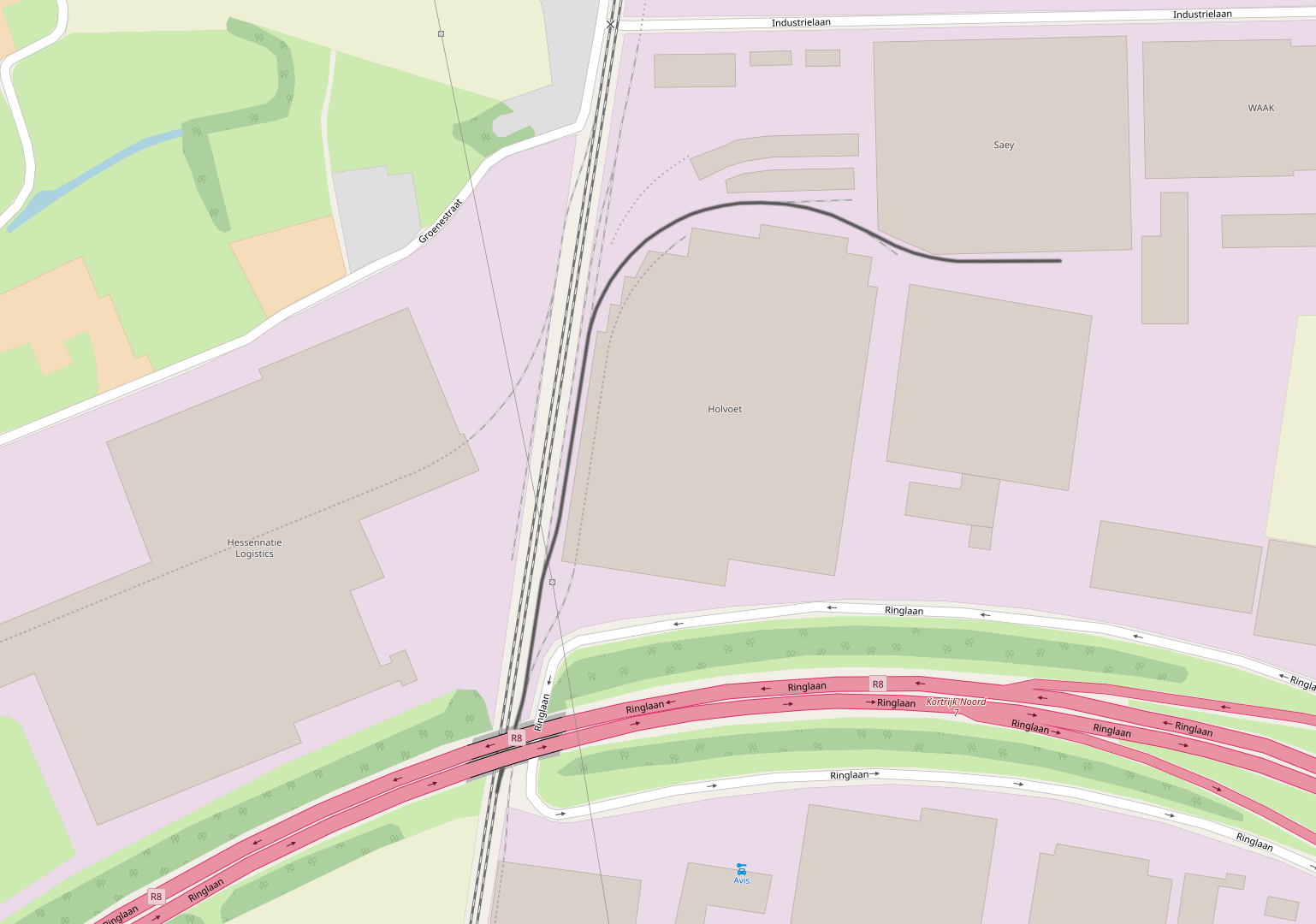
Plan de la ligne

La ligne 272 est une ligne ferroviaire industrielle belge de la ville de Courtrai qui va de Heule à Kuurne.

## Route
La ligne 272 est connectée à la ligne 66. La jonction se trouve sous le pont de l'autoroute R8 (Ringlaan). La ligne mêne d'abord vers le nord et après vers l'est. Elle mesure environ 500 m.